# أولريك نيومان
أولريك نيومان هو ممثل وموسيقي دنماركي، ولد في 23 أكتوبر 1918 وتوفي في 28 يونيو 1994.